# 포제가슬라보니아주

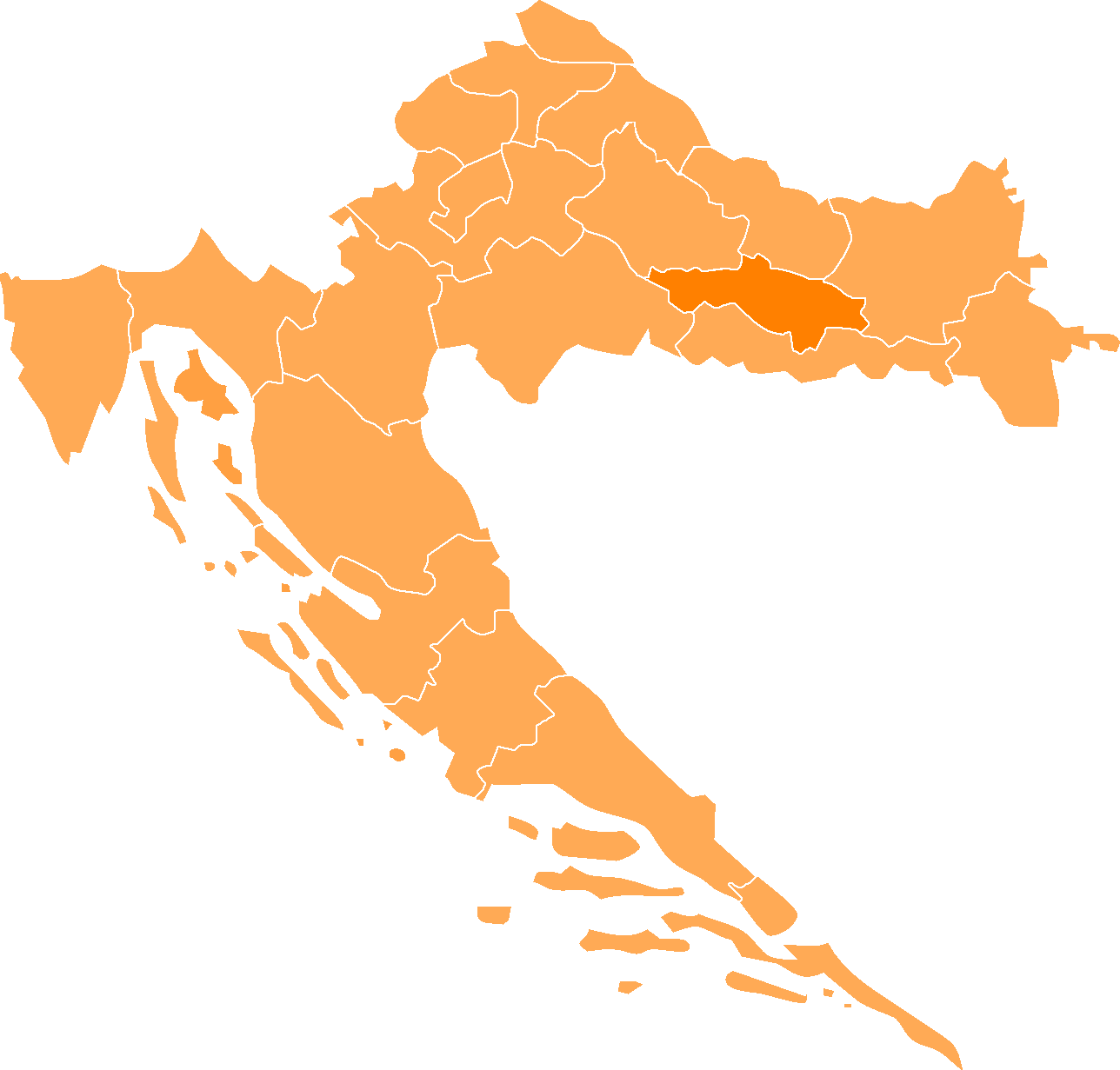
포제가슬라보니아주의 위치

포제가슬라보니아주(크로아티아어: Požeško-slavonska županija)는 크로아티아 슬라보니아 지방 서부에 위치한 주로 주도는 포제가이며 면적은 1,823km2, 인구는 85,831명(2001년 기준), 인구 밀도는 47.1명/km2이다.
북서쪽으로는 벨로바르빌로고라주, 북쪽으로는 비로비티차포드라비나주, 북동쪽으로는 오시예크바라냐주, 남쪽으로는 브로드포사비나주, 남서쪽으로는 시사크모슬라비나주와 접한다. 5개 시와 5개 지방 자치체를 관할하며 주 의회는 41개 의석으로 구성되어 있다.

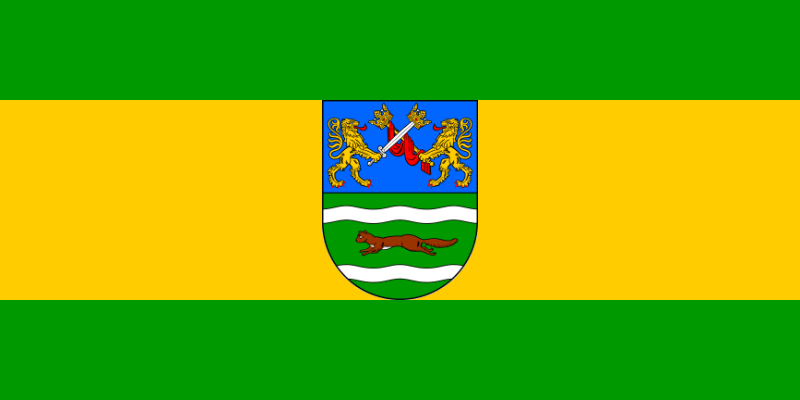
주기
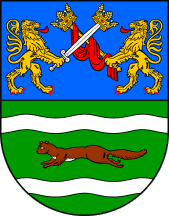
주 문장

## 인구
| 연도 | 인구   | ±%     |
| ---- | ------ | ------ |
| 1857 | 47,877 | —      |
| 1869 | 53,532 | +11.8% |
| 1880 | 54,183 | +1.2%  |
| 1890 | 68,101 | +25.7% |
| 1900 | 79,141 | +16.2% |
| 1910 | 91,272 | +15.3% |
| 1921 | 91,076 | −0.2%  |
| 1931 | 99,657 | +9.4%  |

| 연도 | 인구    | ±%     |
| ---- | ------- | ------ |
| 1948 | 89,646  | −10.0% |
| 1953 | 94,761  | +5.7%  |
| 1961 | 99,340  | +4.8%  |
| 1971 | 101,745 | +2.4%  |
| 1981 | 99,096  | −2.6%  |
| 1991 | 99,334  | +0.2%  |
| 2001 | 85,831  | −13.6% |
| 2011 | 78,034  | −9.1%  |